# Trichopsychoda coreanica
Trichopsychoda coreanica är en tvåvingeart som beskrevs av Wagner 1978. Trichopsychoda coreanica ingår i släktet Trichopsychoda och familjen fjärilsmyggor. Inga underarter finns listade i Catalogue of Life.